# Buffada
Buffada (łac. Buffadensis) – stolica historycznej diecezji we Cesarstwie rzymskim w prowincji Numidia zlikwidowana w VII w. podczas ekspansji islamskiej, współcześnie w północnej Algierii. Obecnie katolickie biskupstwo tytularne. 

## Biskupi tytularni
| Lp. | Biskup                   | Funkcja                                       | Od                | Do                   |
| --- | ------------------------ | --------------------------------------------- | ----------------- | -------------------- |
| 1   | Marcel Daubechies        | wikariusz apostolski Bangueolo (Zambia)       | 25 listopada 1964 | 9 sierpnia 1976      |
| 2   | Joseph Kyeong Kap-ryong  | biskup pomocniczy Seulu (Korea Południowa)    | 3 lutego 1977     | 2 lipca 1984         |
| 3   | Raymond Saw Po Ray       | biskup pomocniczy Rangun (Birma)              | 3 lipca 1987      | 22 marca 1993        |
| 4   | Alexander Sye Cheong-duk | biskup pomocniczy Daegu (Korea Południowa)    | 3 lutego 1994     | 22 grudnia 2001      |
| 5   | Paul Chomnycky           | egzarcha apostolski Wielkiej Brytanii         | 5 kwietnia 2002   | 3 stycznia 2006      |
| 6   | Rodolfo Beltran          | wikariusz apostolski Bontoc-Lagawe (Filipiny) | 18 marca 2006     | 30 października 2012 |
| 7   | Djalwana Laurent Lompo   | biskup pomocniczy Niamey (Niger)              | 26 stycznia 2013  | 11 października 2014 |
| 8   | John Saw Yaw Han         | biskup pomocniczy Rangunu (Mjanma)            | 30 grudnia 2014   | 4 listopada 2022     |
| 9   | Felipe Pulido            | biskup pomocniczy San Diego (USA)             | 6 czerwca 2023    |                      |